# Конгконг (река)
Конгконг (Конг Конг) је река у Јужном Судану, у вилајету Џонглеј. Извире на побрђу Марува близу границе с Етиопијом и тече на дужини од седамдесетак километара правцем југ—север до ставе са реком Абара чијим спајањем код села Бонгак настаје ток Агвеј.